# Ödåkra
Ödåkra – miejscowość (tätort) w Szwecji, w regionie administracyjnym (län) Skania, w gminie Helsingborg.
Według danych Szwedzkiego Urzędu Statystycznego liczba ludności wyniosła: 5231 (31 grudnia 2015), 5481 (31 grudnia 2018) i 5646 (31 grudnia 2019).